# Michael Ammermüller
 (avril 2016).
Michael Ammermüller, est un pilote automobile allemand né le 14 février 1986 à Pocking (Allemagne).

## Biographie

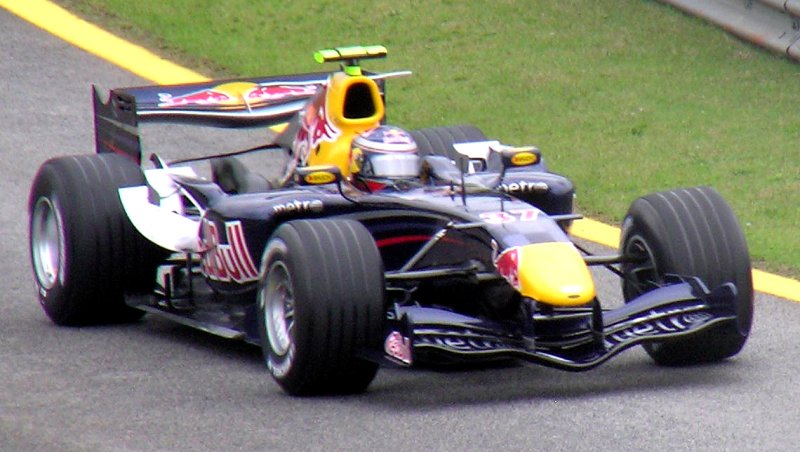
Michael Ammermüller au GP du Brésil 2006, au volant d'une Red Bull

Michael Ammermüller a commencé sa carrière en sport automobile en 2004, dans le championnat d'Allemagne de Formule Renault (3e). L'année suivante, il participe aux championnats d'Italie et d'Europe de la spécialité (2e derrière Kamui Kobayashi dans les deux championnats).
En 2006, il accède au championnat de GP2 Series au sein de l'écurie Arden International. Il ne se classe que 11e du championnat mais avec une victoire à Valence et quelques jolies performances en qualifications, cette première saison est considérée comme plutôt prometteuse. Le jeune Allemand, soutenu depuis le début de sa carrière par la boisson autrichienne Red Bull effectue également au mois de septembre ces premiers tours de roue en Formule 1 au volant d'une monoplace du Red Bull Racing. À la suite du limogeage de Christian Klien et à la promotion de Robert Doornbos, il participe même aux trois derniers Grands Prix de la saison en tant que pilote du vendredi.
2007 aurait dû être l'année de la confirmation pour Ammermulle, reconduit en tant que troisième pilote du Red Bull Racing, et recruté en GP2 Series par l'écurie ART Grand Prix, dominatrice lors des deux saisons précédentes. Mais sa saison tourne au cauchemar puisqu'il se blesse rapidement au poignet et, son retour à la compétition n'étant pas jugé probant, est définitivement remplacé chez ART par le Suisse Sébastien Buemi. Il termine l'année en World Series by Renault (chez Carlin Motorsport en remplacement de Sebastian Vettel titularisé en F1 chez Toro Rosso) mais sans véritablement convaincre. 
Au cours de l'hiver 2007-2008 ainsi que celui de l'hiver 2008-2009, il représente l'Allemagne dans le championnat A1 Grand Prix.
En 2008, il participe à l'International Formula Master où il termina 3ème ensuite pour la saison 2010, il court en ADAC GT Masters (qui est le championnat allemand de GT) et en FIA GT3 la même année. 
En 2011, il continue de courir en ADAC GT Masters. Depuis 2012, il court dans deux championnats qui sont la Carrera Cup allemande et la Carrera Supercup. En 2017, il remporta le titre de la Carrera Supercup.

## Carrière

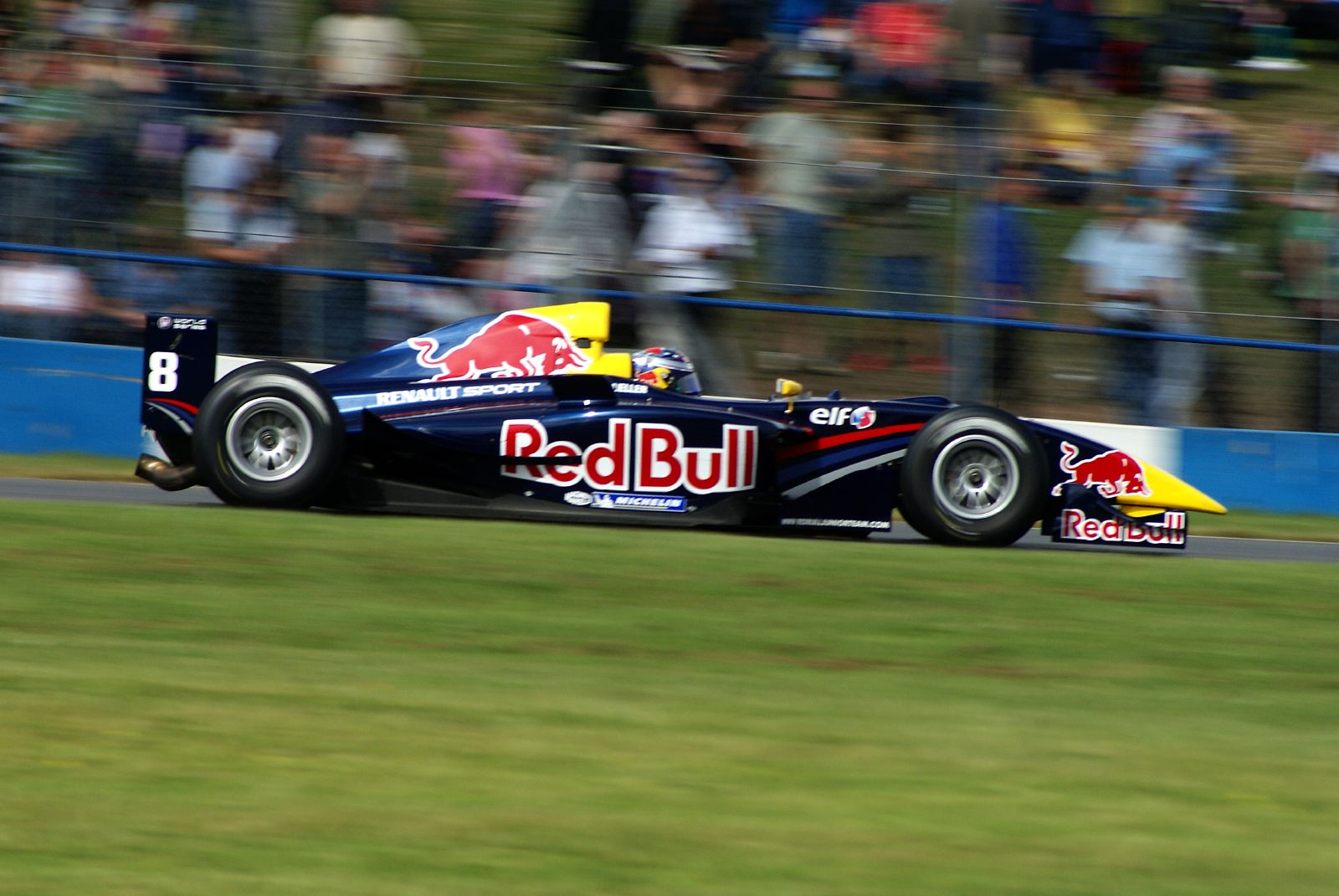
Michael Ammermüller, en World Series by Renault, en 2007

- 2004: 3e de la Formule Renault allemande - 11e de l'Eurocup Formule Renault 2000
- 2005: 2e de l'Eurocup Formule Renault 2000
- 2006: 11e du championnat GP2 Series et pilote essayeur Red Bull Racing en Formule 1
- 2007: 26e du championnat GP2 Series, 22e du championnat WS Renault et pilote essayeur Red Bull Racing en Formule 1

## Résultats enGP2 Series
| Saison | Écurie              | Courses disputées | Pole positions | Victoires | Points inscrits | Classement |
| 2006   | Arden International | 21                | 0              | 1         | 25              | 11e        |
| 2007   | ART Grand Prix      | 6                 | 0              | 0         | 1               | 26e        |